# Brachycerasphora
Brachycerasphora es un género de arañas araneomorfas de la familia Linyphiidae. Se encuentra en el Norte de África e Israel.

## Lista de especies
Según The World Spider Catalog 12.0:
- Brachycerasphora connectens Denis, 1964
- Brachycerasphora convexa (Simon, 1884)
- Brachycerasphora femoralis (O. Pickard-Cambridge, 1872)
- Brachycerasphora monocerotum Denis, 1962
- Brachycerasphora parvicornis (Simon, 1884)